# 绿竹
绿竹（学名：Bambusa oldhamii）为禾本科竹亞科簕竹属下的一个种。该物种原产于台湾，在美国等地广泛栽培。该植物平均高17-20米，直径约10厘米。该植物曾被错误分为一个独立的属，并以错误的名称出售。
綠竹的幼苗為綠竹筍，是餐廳的美味佳餚，因為富含高纖維、低熱量，鮮嫩甜脆，煮熟放涼後，佐以沙拉醬、芝麻醬、和風醬，甚至直接食用，口感、滋味均屬上乘，夏季冰涼後食用，更是佳品。
綠竹筍主要產於台南市白河區、關廟區、新北市五股區、新北市八里區、新北市三峽區等

## 扩展阅读
- 維基物種上的相關：绿竹